# میدان آتشفشانی تک‌زاد

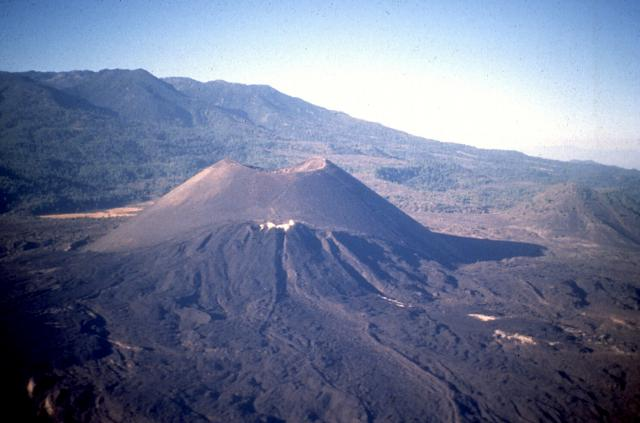
میدان آتشفشانی میچوآکان و گواناجواتو در مکزیک

میدان آتشفشانی تک‌زاد (انگلیسی: Monogenetic volcanic field) نوعی میدان آتشفشانی است که از گروهی از آتشفشان‌های تک‌زاد کوچک تشکیل شده که هر کدام فقط یک بار فوران می‌کنند، برخلاف میدان‌های آتشفشانی چندزاد که در یک دوره زمانی فوران‌های مکرر دارند. آتشفشان‌های تک‌زاد کوچک این میدان‌ها رایج‌ترین شکل زمین‌چهر آتشفشانی زیرهوایی هستند.
برخی میدان‌های آتشفشانی تک‌زاد، مخروط اخگری و اغلب با جریان گدازه هستند، مانند پاریکوتین در میدان آتشفشانی میچوآکان و گواناجواتو که از سال ۱۹۴۳ تا ۱۹۵۲ فوران کرد. برخی میدان‌های آتشفشانی تک‌زاد نیز آتشفشان‌های سپری کوچک و برخی دیگر فوران آب‌ماگمایی یا آب‌دهانه هستند. یک میدان تک‌زاد معمولاً بین ده تا صد آتشفشان دارد. میدان آتشفشانی میچوآکان و گواناجواتو در مکزیک شامل بیش از هزار آتشفشان و فوق‌العاده بزرگ است.
میدان‌های تک‌زاد تنها در جایی رخ می‌دهند که ذخیره منبع ماگمای آتشفشان کم باشد یا جایی که دریچه‌ها به اندازه کافی نزدیک یا به اندازه کافی بزرگ نیستند تا مجراهایی برای تغذیه مداوم ماگما ایجاد شود. میدان‌های آتشفشانی تک‌زاد می‌توانند تصاویری فوری از ناحیه زیرین در زیر سطح ارائه دهند و ممکن است در مطالعه تولید ماگما و ترکیب گوشته مفید باشد، زیرا فوران منفرد ایجاد شده با محفظه‌ای که از آن فوران کرده مطابقت دارد. تصور می‌شود که ماگمای تأمین‌کننده چنین میدان‌هایی تنها با زمان توقف کوتاه (چند دهه یا کمتر) در اتاقک‌های ماگمایی کم‌عمق به سرعت از ناحیه منبع خود بالا رفته‌است.